# Pamphlebia rubrolimbataria
Pamphlebia rubrolimbataria là một loài bướm đêm trong họ Geometridae.